# Agrotis connexus
Agrotis connexus là một loài bướm đêm trong họ Noctuidae.